# Açba
La famiglia Açba (in abcaso А́чба), anche nota come Anchabadze (in georgiano ანჩაბაძე?), è una famiglia della nobiltà abcasa, la più antica sopravvissuta. 

## Storia
Gli Açba hanno origine da un ramo della dinastia regnante degli Absagi. Dopo la dissoluzione del Regno della Georgia alla fine del XV secolo l'Abcasia divenne una zona di confine che cadde sotto la dominazione e l'influenza dell'Impero ottomano e di quello russo.  
Parte della famiglia espatriò verso la Georgia orientale, nelle regioni di Cartalia e Cachezia. Si generarono così due rami distinti: gli Açba, abcasi; e i Machabeli, cartaliani. Entrambe le famiglie vennero poi integrare nella nobiltà russa, assumendo il titolo di principe russo, rispettivamente nel 1903 e nel 1826.  
I discendenti di questa famiglia sono vivi ancora oggi, vivendo per lo più in Abcasia, Georgia e Tbilisi.

## Genealogia
- Kaytuk Giorgi Bey, sposato con Yelizaveta Hanım;
  - Islam Musa Bey, sposato con Ayşe Hanım;
    - Ahmed Rasim Pasha, sposato in prime nozze com Fatma Neşedil Hanım, e in seconde con Emine Vuslat Hanım;
      - Ahmed Refik Bey, sposato con Fatıma Hanım;
      - Mihri Hanım, sposata con Selami Müşfik Bey, prima pittrice donna della Turchia;
      - Enise Hanım, sposata con Salih Bey Asaf;
        - Hale Asaf, sposata con Ismail Hakki Oygar, pittrice;

      - Refik Hanım;
      - Ahmed Süheyil Bey;
        - Emel Nazan Hanım;

      - Ahmed Melih Bey;
        - Nezih Bey, sposato con Alexandra Sibylle Armgard;

      - Ahmed Selman Bey;

  - Ahmed Bey, sposato con Patıma Hanım Eşba;
    - Ahmed Sami Pasha, sposato con Fatıma Hanım Mamleeva, figlia di Ismail Bey Mamleeva;
      - Şükrü Bey, sposato in prime nozze con Rabia Mümtaz Hanım, e in seconde con Neşedil Hanım;
        - Ahmed Celal Bey, sposato in prime nozze con Milnigar Hanım, e in seconde con Louise Simon;
        - Adalet Pevizfelek Hanım;

      - Ayşe Mahizer Hanım;
      - Fatma Pesend Hanım, consorte del sultano ottomano Abdul Hamid II;

    - Ömer Pasha, sposato con Ayşe Kemalifer Hanım, figlia di Mahmud Bey Dziapş-Ipa e sorella di Dürrinev Kadin;
      - Mehmed Refik Bey, sposato con Emine Maheşref Hanım, figlia di Osman Bey Eymhaa e Hesan Hanım Çaabalurhva;
        - Ahmed Bey, sposato con Esmehan Hanım Geçba, figlia di Eyüb Bey Geçba e Ayşe Gülten Hanım;
        - Rifat Kemaleddin Bey;
        - Emine Nurbanu Hidayet Hanım, consorte di Şehzade Mehmed Burhaneddin, figlio del sultano ottomano Abdul Hamid II;
        - Leyla Gülefşan Hanım;
        - Feride Hanım, sposata con Hasan Bey Eymhaa;

      - Numan Bey;
      - Saide Hanım, sposata con Salih Bey;
      - Hürrem Hanım, sposata con Arif Bey Çaçba;
      - Esma Süreyya Cavidan Hanım, consorte di Şehzade Yusuf Izzeddin;

  - Mehmed Bey,  sposato con Şadiye Hanım;
    - Behiye Nazmelek Hanım, sposata con Osman Pasha Zevş-Barakay, fratello di Nesrin Neşerek Kadin, consorte del sultano ottomano Abdülaziz;
    - Azize Haletyar Hanım;

  - Saliha Verdicenan Kadın, consorte del sultano ottomano Abdulmecid I;
  - Peremrüz Hanım;
  - Embruvaz Hanım, sposata con Adredba Bey.